# Stazione di Mongrassano-Cervicati
La stazione di Mongrassano-Cervicati è una stazione ferroviaria senza traffico posta a 76 metri s.l.m. sulla linea Sibari-Cosenza. Serve i centri abitati di Mongrassano e di Cervicati.